# Mugali, Parasgad
Mugali là một làng thuộc tehsil Parasgad, huyện Belgaum, bang Karnataka, Ấn Độ.